# Quipu (astronomie)
Cet article concerne la structure à grande échelle de l'Univers. Pour l'instrument de numération andin, voir Quipu.
En astronomie extragalactique et en cosmologie, Quipu est une structure à grande échelle de l'Univers.
À sa découverte, annoncée au début de 2025, Quipu est la plus grande structure connue de l'Univers proche. Elle s'étend sur environ 1,3 milliard d'années-lumière, soit plus de 13 000 fois le diamètre de la Voie lactée. Elle regroupe 68 amas de galaxies. Elle consiste en un long filament galactique et ses extensions qui sont des filaments galactiques plus courts. Elle est nommée par référence au quipu.

## Découverte
Quipu et deux autres superstructures — celle du Serpent et de la Couronne boréale, d'une part, et celle du Sculpteur et de Pégase, d'autre part — sont découvertes par Hans Böhringer, Gayoung Chon, Joachim Trümper, Renée C. Kraan-Korteweg et Norbert Schartel, grâce aux données recueillies dans le cadre de CLASSIX, un relevé en rayons X d'amas de galaxies. Leur découverte est annoncée le 31 janvier 2025 par la prépublication sur arXiv d'un article accepté par la revue Astronomy & Astrophysics.

## Nom
Les codécouvreurs de Quipu proposent de la désigner ainsi par référence au quipu,. En français, quipu est un nom masculin dont la syllabe -pu se prononce généralement -pou.

## Localisation
Sur la sphère céleste, Quipu s'étend à travers les constellations australes du Peintre et de la Carène, celles de la Poupe et de la Colombe, celle du Lièvre, celle de l'Éridan, la constellation zodiacale du Taureau, le constellation boréale du Triangle et celle de Persée. La zone d'évitement occulte une partie de Quipu. Celle-ci est proche du superamas des Voiles.

## Nature
En appliquant la définition du superamas de galaxies que Chon et al. ont proposée en 2015 à la suite de la découverte, l'année précédente, de Laniakea, Quipu n'est pas un superamas car elle n'est pas vouée à s'effondrer en un unique objet mais à se scinder en plusieurs unités qui s'effondreront en des objets distincts.

## Incidences
Quipu génère un phénomène — l'effet Sachs-Wolfe intégré — qui provoque des anisotropies du fond diffus cosmologique. Elles rendent plus difficiles les mesures de la constante de Hubble. L'absence de prise en compte de Quipu pourrait expliquer la tension de Hubble.